# Hostelería
Hostelería, hotelería o posada es el nombre genérico de las actividades económicas consistentes en la prestación de servicios ligados al alojamiento, hospitalidad y la alimentación esporádicos, muy usualmente ligados al turismo.
Los establecimientos comerciales dedicados a estas actividades (a ambas conjuntamente o a una de ellas por separado) reciben distintos nombres, según su categoría o finalidad, aunque las denominaciones oficiales suelen depender de la reglamentación local, que los clasifica con criterios urbanísticos, sanitarios, impositivos o de seguridad. Entre otras denominaciones están las de: hoteles, hostales, paradores, pensiones, albergues juveniles, casas rurales, bares, tabernas, bodegas, bodegones, restaurantes, casas de comidas, chiringuitos, paladares, etc. Algunos se especializan en algún tipo de comida o bebida: hamburgueserías, pizzerías, heladerías, horchaterías, chocolaterías, etc. Otros, inicialmente especializados, se han diversificado para ofrecer todo tipo de consumiciones, como las cafeterías o los salones de té.
Cuando se combinan con otro tipo de servicios o atracciones, los establecimientos hosteleros pueden entrar en otro tipo de categorías, como las actividades de ocio (discotecas, etc.). Tampoco se suele considerar hostelería el servicio de comida a domicilio. Se suele considerar equivalente a la hostelería la actividad de los apartamentos turísticos (especialmente los aparthoteles o los apartamentos localizados en un complejo turístico o similar), aunque no se suele considerar hostelería el arrendamiento de inmuebles para residencia habitual.
Los servicios hosteleros ligados a actividades como la sanitaria (hospitales) o la educativa (colegios mayores) a veces se consideran y gestionan separadamente, y a veces se consideran y gestionan conjuntamente con la actividad principal.
Los cruceros son una actividad que combina el transporte con la hostelería, lo que en menor medida tiene lugar en el ferrocarril (coche-cama o wagon-lits; vagón-restaurante) y en la aviación comercial (diferentes comodidades para los pasajeros —comidas, bebidas y dispositivos para facilitar el descanso y el sueño en los asientos-).

## Tipos de alojamiento
Existen varias clasificaciones de Alojamiento Hotelero, las cuales se adaptan a las normativas internas de cada país. En Venezuela, esta clasificación es regida de acuerdo con la Norma
COVENIN 2030 - 87: "CLASIFICACIÓN DE EMPRESAS DE ALOJAMIENTO TURÍSTICO", la cual define a una Empresa de este tipo como "Todo aquel establecimiento que presta al público, un servicio para hospedarse en forma temporal, que funcione en una edificación construida o acondicionada para tal fin, ocupando la totalidad del inmueble o parte del mismo, conformando sus dependencias un todo unitario, sin mezcla de otros usos no cónsonos con su naturaleza." 
Según esta clasificación, existen los siguientes tipos de alojamiento:
a) Hotel (H):
Aquel establecimiento que presta en forma permanente el servicio de alojamiento en habitaciones con servicio sanitario privado, ofreciendo al huésped servicios básicos y complementarios, según su categoría y modalidad; siendo su tarifa de alojamiento diaria por tipo de habitación y número de ocupantes.
b) Hotel Residencia (HR):
Aquel establecimiento que presta en forma permanente el servicio de alojamiento en apartamentos o cabañas, ofreciendo al huésped un mínimo de servicios básicos y complementarios según su categoría y modalidad; siendo sus tarifas de alojamiento diarias y especiales para estancias
prolongadas, no inferiores a un mes, por tipo de campaña.     o  y número de ocupantes.
Motel (M):
Aquel establecimiento que presta en forma permanente el servicio de alojamiento en habitaciones con servicio sanitario privado, ofreciendo al huésped servicios básicos y complementarios según su categoría y modalidad. Ubicados generalmente en las proximidades de las vías automotoras, fuera de las zonas urbanas, con estacionamiento contiguo o próximo a las unidades habitacionales y cuya disposición de planta física permita a los huéspedes el acceso individual, principal y directo a sus habitaciones, desde el área de estacionamiento; Siendo sus tarifas de alojamiento diario por tipo de habitación y número de ocupantes.
Pensión (PE):
Aquel establecimiento que presta en forma permanente el servicio de alojamiento en habitaciones, con servicio sanitario compartido, común o colectivo. Por requerimiento del huésped se ofrece servicio de alimentación bajo el régimen completo o medio; siendo su tarifa de alojamiento periódica - diaria, semanal, quincenal o mensual e incluirá en cada caso, el valor por el régimen de comidas convenido con el huésped.
Hospedaje (HP):
Aquel establecimiento que presta en forma permanente el servicio de alojamiento en habitaciones privadas y/o comunes o colectivas con servicio sanitario privado y/o común o colectivo. No ofrece servicio de alimentación, pero si un mínimo de servicios básicos, siendo su tarifa de alojamiento periódica - diaria, semanal, quincenal o mensual por tipo de habitación o por cama.
Establecimiento Especial (EE):
Aquel establecimiento que preste en forma periódica o permanente el servicio de alojamiento cuyas características y condiciones de las instalaciones son diferentes a las anteriormente mencionadas.